# 칸타브리아역
칸타브리아역(스페인어: Cantabria)은 마드리드 경전철 3호선의 역이다. 마드리드 지방 보아디야델몬테 시의 프라도델에스피노 산업지구 서쪽에 있는 방코산탄데르 금융지구 앞 칸타브리아 대로에 위치해 있다. 요금구역상으로는 B2구역에 속한다.

## 역사
2007년 7월 27일 마드리드 경전철 3호선의 개통과 함께 문을 열었다.

## 환승 정보
역 주변에 버스 정류장이 두 곳 있다.
버스
- 시외버스
  - 574번 노선 (주간)

경전철
| 마드리드 경전철                    | 마드리드 경전철       | 마드리드 경전철                         |
| ---------------------------------- | --------------------- | --------------------------------------- |
| 프라도 델 에스피노 콜로니아 하르딘 | 마드리드 경전철 3호선 | 페리알 델 보아디야 푸에르타 데 보아디야 |